# Oyin Oladejo
Oyin Oladejo (nacida c. 1985
 en Ibadan, Nigeria) es una actriz canadiense nacida en Nigeria, conocida por interpretar a Joann Owosekun en la serie de televisión Star Trek: Discovery.

## Vida y carrera
Oladejo nació en Ibadan, Nigeria, y creció en Lagos. Se mudó a Canadá en 2001 a la edad de 16 años Originalmente planeó estudiar derecho, pero lo rechazó y consiguió un trabajo como vendedora de boletos para la Canadian Opera Company, donde descubrió su interés por la actuación. Luego completó un curso de estudios en artes teatrales en el Humber College de Toronto, y en la Soul Pepper Academy de Toronto. Además de sus habituales actuaciones en el teatro de Toronto, interpretó un papel secundario en un cortometraje, pero por lo demás no había recibido ofertas cinematográficas; según su propia declaración en una entrevista, estaba a punto de abandonar la profesión de actriz. Finalmente, siguió el consejo de su agente con un video hecho por ella misma de una prueba del casting, sin saber para qué producción era, y poco después fue seleccionada para el papel de la oficial de puente Joann Owosekun en Star Trek: Discovery. Desde entonces, Oladejo ha aparecido en todas las temporadas de la serie.
En los años siguientes, se la vio en el papel de Ofelia en Hamlet de William Shakespeare, y en el papel masculino de Lopakhin en El jardín de los cerezos de Antón Chéjov.
Recibió una nominación al premio Canadian Screen Award como Mejor interpretación principal en una película dramática en los 12.º Canadian Screen Awards en 2024, por la película Orah.

## Teatro (selección)
- En este mundo Teatro Roseneath, Toronto 2013[9]
- Happy Place, Soulpepper (Young Centre for The Performing Arts), Toronto 2015[10]
- Marat/Sade, Soulpepper (Young Centre for The Performing Arts), Toronto 2015[10]
- Noises Off, Soulpepper (Young Centre for The Performing Arts), Toronto 2016[1]
- Casa de muñecas, Soul Pepper (Young Centre for the Performing Arts), Toronto 2016[1]
- TomorrowLove, Fuera de Marcha, Toronto 2016[11]
- Hamlet, Compañía de Teatro Shakespeare, Washington D. C., 2018[6]
- El huerto de los cerezos, Crown's Theatre, Toronto 2019 (como Lopakhin)[7] [12]
- The Father (Florian Zeller), Teatro Coal Mine, Toronto 2019[13] [14]

## Filmografía
- 2017: Pond (cortometraje de Tochi Osuji)[15]
- 2017-2024: Star Trek: Discovery (serie de televisión)
- 2020: Endlings (Serie de TV)
- 2021: Six Guns for Hire (película)
- 2023: Orah
- 2024: Village Keeper

## Premios
- Premio de interpretación Edna Khubyar (Humber College)[15] [1]
- Premio Dora Mavor Moore a la interpretación destacada individual (por In This World)[1] [16]